# Función escalonada
Una función escalonada es aquella función definida a trozos que en cualquier intervalo finito [a, b] en que esté definida tiene un número finito de discontinuidades c1 < c2 < … < cn, y en cada intervalo abierto (ck, ck+1) es constante, teniendo discontinuidades de salto en los puntos ck .

## Características
Una función escalonada es una función definida a trozos, que toma valores constantes en cada uno de los subintervalos de definición. Se representa gráficamente como una escalera, cuyos escalones pueden ascender o descender. El ejemplo más común de función escalonada es la función signo. Son también escalonadas las funciones de parte entera.
La composición de una función escalonada s(x) y una función cualquiera f(x) da como resultado una función escalonada g(x) = f(s(x)), siempre que f(x) esté definida para cualquier valor de x en el rango de s(x).
Evidentemente, la derivada de una función escalonada es 0 en cualquier punto en que se halle definida. No puede definirse en los puntos en los que hay discontinuidades.

## Ejemplo
Como caso general podemos ver la función y = f(x), definida así:
{\displaystyle {\begin{array}{rrcl}s:&[-3,3]\subseteq \mathbb {R} &\to &\mathbb {R} \\&x&\to &y=s(x)\end{array}}}
En el intervalo cerrado [-3, 3] de números reales sobre los números reales, asociando a cada x de [-3,3] un valor de y, según el siguiente criterio:
{\displaystyle s(x)=\left\{{\begin{array}{rcrcr}1&{\mbox{si}}&-3&\leq x<&-1\\2&{\mbox{si}}&-1&\leq x<&1\\-1&{\mbox{si}}&1&\leq x\leq &3\end{array}}\right.}
Esta función tiene tres intervalos escalonados, como se ve en la figura.